# 維希尼奧維茨基家族
维希尼奥维茨基家族（波蘭語：Wiśniowieccy），或按烏克蘭語名譯維什內維茨基（羅馬化：Vyshnevetski），是一个波蘭立陶宛聯邦王室家族，祖籍鲁塞尼亚及立陶宛，在波立聯邦历史上占有重要地位。他们是强大的貴族，主要在波兰王国王冠领地的鲁塞尼亚土地上拥有地产。并使用科里布特的徽章。